# Jacopone da Todi
Jacopone da Todi, O.F.M. (ca. 1230 - 25 de dezembro de 1306) foi um frade franciscano italiano da Úmbria. Ele escreveu várias laudes (canções em louvor ao Senhor) no vernáculo local. Ele foi um dos pioneiros do teatro italiano, sendo um dos primeiros estudiosos que dramatizaram temas evangélicos.
Os críticos consideram-no um dos mais importantes poetas italianos da Idade Média, certamente um dos mais famosos autores de laudes religiosas da História da Literatura Italiana. É uma "voz vigorosa e inquietante", que se encaixa de maneiras e formas excepcionais no contexto da nova tradição das hinos laudatórios cristãos .

## Biografia
As escassas informações sobre sua vida são quase inteiramente derivadas de seu trabalho. A ele é atribuído a criação do Hino Mariano Stabat Mater.